# Naja oxiana
Il cobra del Caspio (Naja oxiana (Eichwald, 1831)), noto anche come cobra centroasiatico, è un serpente appartenente alla famiglia degli Elapidi.

## Descrizione

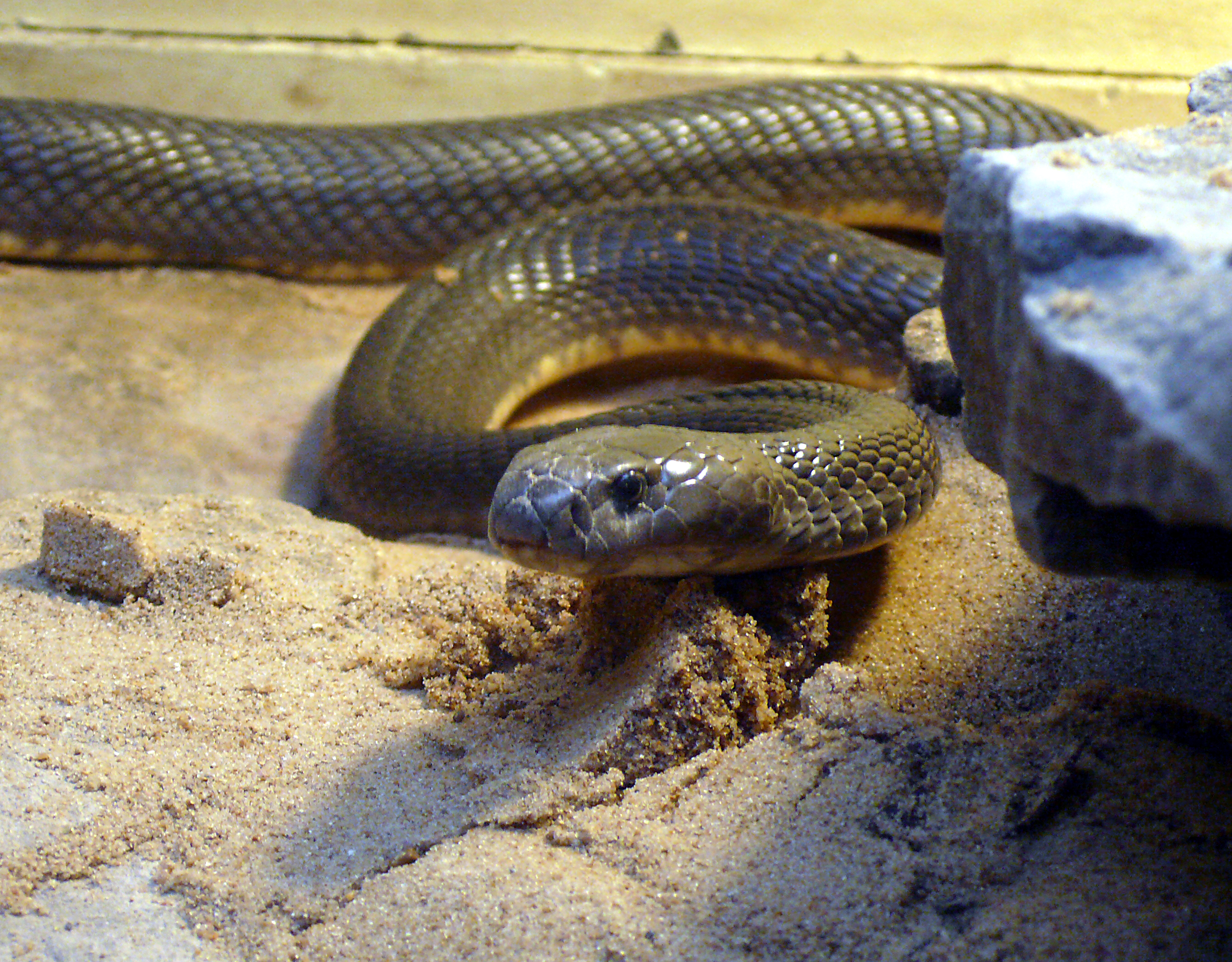
Un cobra del Caspio.

Serpente di dimensioni medio-grandi, presenta una lunghezza che si aggira intorno al metro e solo in casi molto rari supera il metro e mezzo; sono stati documentati, tuttavia, esemplari che hanno raggiunto i 190 centimetri. Ha corpo tozzo, come quello di molti altri cobra, compresso sull'asse dorso-ventrale e cilindrico nella parte posteriore. Come gli altri cobra, possiede lunghe costole nella parte anteriore che, allargandosi, formano il caratteristico cappuccio. Gli adulti hanno una colorazione uniforme, sulle varie tonalità del marrone, dall'ocra al color cioccolato, e non presentano alcun segno distintivo, quali disegni sul cappuccio o macchie laterali sulla gola. I giovani, al contrario, presentano strisce molto evidenti, sia sul dorso che sul ventre. Queste schiariscono molto con la crescita dell'animale, fino a rimanere appena visibili solamente in prossimità della zona ventrale. Il ventre è molto chiaro, quasi sempre color crema, e presenta talvolta delle macchie o, come abbiamo appena detto, delle strisce. La testa ha forma ellittica, depressa e poco distinta dal corpo, con muso corto e arrotondato con narici ampie. Gli occhi sono di medie dimensioni, con pupille rotonde. I denti veleniferi misurano in media 5,5 mm. Le squame sono lisce e fortemente oblique, di colore più chiaro ai bordi che al centro.
In linea generale possiamo affermare che ricorda molto nell'aspetto il cobra dagli occhiali (Naja naja), dato che quest'ultimo può non presentare il classico disegno sul cappuccio. In passato, infatti, il cobra del Caspio veniva considerato una semplice sottospecie di quest'ultimo. Nelle zone in cui gli areali delle due specie si sovrappongono, in Pakistan e India, esse vengono spesso confuse.

## Distribuzione e habitat
È presente in Afghanistan, India settentrionale, Iran nord-orientale, Kirghizistan, Pakistan occidentale, Tagikistan, Turkmenistan e Uzbekistan. Gli habitat in cui vive (deserti, semi-deserti e regioni montuose) sono caratterizzati da estati torride con temperature che possono raggiungere i 40 °C e da inverni relativamente miti, con temperature medie comprese tra 10 e 20 °C, ma che raramente possono precipitare a -15 °C. Si incontra principalmente su terreni ricoperti da rocce, ghiaioni e bassa vegetazione. Occasionalmente, penetra nei giardini.

## Biologia
Il cobra del Caspio è prevalentemente diurno e terricolo. In genere è attivo la mattina presto, ma durante i mesi più caldi dell'anno, come luglio e agosto, può farsi crepuscolare. È un animale agile e veloce e, sebbene viva quasi sempre sul terreno, è un buon arrampicatore. È inoltre un ottimo nuotatore, e non è affatto raro vederlo nell'acqua. Generalmente trova riparo sugli alberi o in buche del terreno. Creatura particolarmente aggressiva e suscettibile, soprattutto gli esemplari più giovani, cerca in genere di evitare gli esseri umani, tanto da preferire la fuga all'attacco diretto, ma nel caso venga messo alle strette apre il cappuccio ed emette un sibilo, oscillando con il corpo da un lato all'altro, prima di mordere, anche ripetutamente. Pur essendo un abile predatore, il cobra del Caspio, specialmente da giovane, viene a sua volta predato da manguste, altri serpenti e diverse specie di rapaci.

### Alimentazione
Si nutre di piccoli mammiferi, specialmente roditori, anfibi, uccelli, uova e pesci. La dieta dei giovani, invece, comprende solamente rane, rospi e lucertole.

### Veleno
Il cobra del Caspio è considerato il più velenoso tra tutti i cobra. Il suo veleno neurotossico e citotossico, infatti, è piuttosto potente, con un LD50 sottocutaneo pari a 0,45 mg/kg. Il serpente è in grado di iniettare, con un solo morso, da 75 a 125 mg di veleno, arrivando, in casi eccezionali, fino a 300 mg. Il veleno provoca inizialmente un forte dolore e un gonfiore esteso nella zona del morso, sulla quale compaiono poi lividi, vesciche e necrosi grave o moderata dei tessuti. In seguito compaiono mal di testa e/o vertigini, nausea e vomito, dolore addominale, diarrea, debolezza e sonnolenza, ipotensione, atassia, paralisi della gola e/o degli arti, convulsioni e collasso. Tutti i sintomi peggiorano molto velocemente e, in assenza di un intervento medico, può sopraggiungere la morte per insufficienza respiratoria. Il tasso di mortalità, in assenza di cure, è molto alto, con valori compresi tra il 70 e il 75%. Contro il veleno del cobra del Caspio, tuttavia, esistono due antidoti polivalenti e uno monovalente, che devono essere somministrati per via endovenosa in grosse quantità.

### Riproduzione
Non abbiamo molte notizie riguardanti la riproduzione del cobra del Caspio, ma come tutti gli altri cobra è oviparo: la femmina depone da 6 a 19 uova, di circa 33-438 cm di lunghezza. In Turkmenistan la deposizione avviene tra luglio e agosto, e i piccoli nascono dopo circa due mesi. Questi ultimi sono indipendenti e già velenosi a partire dalla nascita.

## Conservazione
La deforestazione per creare pascoli, costruire case e ricavare legna da ardere sta lentamente facendo scomparire l'habitat naturale e le prede di questi animali, ed è sempre più frequente incontrare questi serpenti nelle aree urbane, in cui si spingono alla disperata ricerca di cibo. Viene inoltre ucciso deliberatamente per la sua pelle e per il suo uso nella medicina popolare, nonché catturato anche per essere usato nei combattimenti con le manguste e, dopo avergli strappato i denti veleniferi, negli spettacoli degli incantatori di serpenti. Classificato come «specie in pericolo» (Endangered) dal 1986 al 1990, attualmente viene classificato come «specie prossima alla minaccia» (Near Threatened) dagli esperti della IUCN. È comunque protetto in tutte le riserve naturali del Tagikistan, del Turkmenistan e dell'Uzbekistan.